# Le Rossiniane
Le Rossiniane est une œuvre pour guitare de Mauro Giuliani composée de six fantaisies sur des airs d'opéras de Gioachino Rossini composée entre 1822 et 1828. La Rossiniana I opus 119 fait partie des œuvres les plus jouées de Giuliani. Giuliani évoque une septième Rossiniana dans sa correspondance avec son éditeur Artaria.
Thèmes utilisés dans Le Rossiniane

## Rossiniana I, op. 119
- Introduction (Andantino)
- Assisa a piè d’un salice (Otello)
- Languir per una bella, Andante grazioso (L’Italienne à Alger)
- Con gran piacer, ben mio, Maestoso (L’Italienne à Alger)
- Caro, caro ti parlo in petto, Moderato (L’Italienne à Alger)
- Cara, per te quest’anima, Allegro Vivace (Armida)

## Rossiniana II, op. 120
- Introduction (Sostenuto)
- Deh ! Calma, o ciel, Andantino sostenuto (Otello)
- Arditi all’ire, Allegretto innocente (Armida)
- Non più mesta accanto al fuoco, Maestoso (Cendrillon)
- Di piacer mi balza il cor, (La Pie voleuse)
- Fertilissima Regina, Allegretto (Cendrillon)

La deuxième Rossiniana est abondamment utilisée dans le film L'Arbre aux papillons d'or, dont elle est l'un des thèmes principaux.

## Rossiniana III, op. 121
- Introduction (Maestoso Sostenuto)
- Un soave non so che (Cendrillon)
- Oh mattutini albori!, Andantino (La Dame du lac)
- Questo vecchio maledetto, (Le Turc en Italie)
- Sorte! Secondami, Allegro (Zelmira)
- Cinto di nuovi allori, Maestoso (Ricciardo et Zoraïde)

## Rossiniana IV, op. 122
- Introduction (Sostenuto-Allegro Maestoso)
- Forse un dì conoscerete, Andante (La Pie voleuse)
- Mi cadono le lagrime (La Pie voleuse)
- Ah se puoi così lasciarmi, Allegro Maestoso (Moïse en Égypte)
- Piacer egual gli dei, Maestoso (Mathilde de Shabran)
- Voglio ascoltar (La Pierre de touche)

## Rossiniana V, op. 123
- Introduction (Allegro con brio)
- E tu quando tornerai, Andantino mosso (Tancrède)
- Una voce poco fa (Le Barbier de Séville)
- Questo è un nodo avviluppato Andante sostenuto (Cendrillon)
- Là seduto l’amato Giannetto, Allegro (La Pie voleuse)
- Zitti zitti, piano piano, Allegro (Le Barbier de Séville)

## Rossiniana VI, op. 124
- Introduction (Maestoso)
- Qual mesto gemito, Larghetto (Sémiramis)
- Oh quante lagrime finor versai, Maestoso (La Dame du lac)
- Questo nome che suona vittoria, Allegro brillante (Le Siège de Corinthe)